# Inferno (operační systém)
Inferno je operační systém pro vytváření a podporu distribuovaných služeb. Jméno operačního systému a s ním spojených programů, stejně jako jméno společnosti Vita Nuova, která jej vytváří, bylo inspirováno literárním dílem Dante Alighieriho, zejména jeho Božskou komedií.
Inferno běží v hostitelském módu pod několika operačními systémy nebo nativně na rozličných hardwarových architekturách. V každé konfiguraci systému je nastaveno to samé rozhraní k aplikacím.
Komunikační protokol jménem Styx je jednotně užit k lokálnímu i vzdálenému přístupu. Ve fourth edition byl implementován nejnovější Plan9 protokol jménem P9.
Aplikace jsou psány v programovacím jazyce Limbo, jehož binární podoba je shodná pro všechny architektury.